# Emil Abderhalden
Emil Abderhalden (ur. 9 marca 1877 w Oberuzwil, zm. 5 sierpnia 1950 w Zurychu) – szwajcarski biochemik i fizjolog, przewodniczący Niemieckiej Akademii Przyrodników Leopoldina; twórca teorii o enzymach obronnych, zarzuconej w latach 30. Nie wyjaśniono, czy błędne wyniki Abderhaldena wynikały z braku naukowego rygoru, czy były przykładem naukowego oszustwa.

## Życiorys
Syn nauczyciela Nikolausa Abderhaldena (1842–1923) i jego żony Anny Barbary z domu Stamm. Studiował medycynę na Uniwersytecie w Bazylei. Od 1902 roku współpracował z Emilem Fischerem. W 1904 habilitował się na Uniwersytecie Berlińskim jako privatdozent z fizjologii, a w 1908 został profesorem i dyrektorem instytutu fizjologii w wyższej szkole weterynaryjnej w Berlinie – Berliner Tierärztliche Hochschule. W latach 1911–1945 wykładał chemię fizjologiczną w Uniwersytecie w Halle. W 1915 założył szpital dziecięcy i wspierał ewakuację niedożywionych dzieci niemieckich do Szwajcarii. Za swoje zasługi został odznaczony Krzyżem Żelaznym II klasy. Od 1946 profesor Uniwersytetu w Zurychu.

## Dorobek naukowy
Prowadził badania nad przemianą materii, biochemią aminokwasów, hormonów i enzymów. Uważany za twórcę nowoczesnej nauki o żywieniu (dietetyki). Swoimi badaniami naukowymi wspierał także walkę z alkoholizmem, w 1904 sporządził obszerną bibliografię naukową tego zagadnienia.
Abderhalden łączył działalność naukową z działalnością na rzecz podniesienia poziomu moralności. Służyły temu założone przez niego czasopisma „Fortschritte der naturwissenschaftlichen Forschung” i „Etik”. Pierwsze z nich założył w 1918 – publikował w nich artykuły zwalczające alkoholizm, w których opierał się na swoich badaniach chemicznych i biologicznych. Drugie z nich założył w 1922, a od 1938 także redagował – zamieszczał w nich artykuły dotyczące etyki seksualnej. W 1947 stanął na czele szwajcarskiego związku pomocy duchowej dla Niemiec – owocem jego pracy społecznej w tym okresie jest gromadzące refleksje o wspólnocie ludzkiej i trwałym pokoju dzieło Gedanken eines Biologen zur Schaffung einer Völkergemeinschaft und eines dauerhaften Friedens (Zurych 1947).
Był członkiem Rosyjskiej Akademii Nauk . 

## Wybrane prace
- Lehrbuch der physiologischen Chemie (5 wyd. 1923)
- Biochemisches Handlexikon (13 t., 1910-1932)
- Handbuch der biologischen Arbeitsmethoden (13 t. do 1939)